# Taragot
 
El taragot o tárogató (töröksíp, xeremia; plural tárogatók o, en anglès, tárogatós; romanès: taragot o torogoata) es refereix a dos instruments de vent fusta diferents que s'utilitzen habitualment tant en la música popular hongaresa com en la romanesa. El taragot modern pretén ser una recreació de l'original, però els dos instruments tenen poques coses en comú.
| Sound sample                                |
|                                             |
| Rákóczi March played on Tárogató, from 1908 |
|                                             |

## Història

### Ús primerenc
L'aparició del taragot en els escrits hongaresos es remunta almenys al segle XV. No és clar si va ser introduït a Europa pels hongaresos quan van emigrar per primera vegada des de l'est al segle ix. És cert, però, que instruments d'aquest tipus, descendents de la zurna de l'Orient Mitjà, foren introduïts a l'Europa de l'Est pels turcs a l'Edat Mitjana, com ho demostra el terme töröksip —«xeremia»—, que s'utilitzava com a sinònim. de taragot. És possible que els instruments d'ambdues tradicions es combinessin en un sol instrument. El taragot té un origen turc, va aparèixer a Hongria durant les guerres otomanes a Europa. Fins al segle xviii aproximadament, era una mena de xeremia, amb doble llengüeta, perforació cònica i sense claus.
En ser un instrument molt fort i estrident, el taragot s'utilitzava com a instrument de senyalització durant la batalla (com també s'utilitzaven la corneta o la cornamusa). Tanmateix, depenent del tipus de llengüeta que s'utilitzi, també pot emetre un so molt subtil, però profund i suau, quan es toca a un ritme relaxat i constant.
El taragot fou un instrument icònic a la Guerra per la Independència de Rákóczi (1703–1711), i és per aquesta raó que el seu ús va ser prohibit al segle xviii per l'Imperi dels Habsburg. Finalment, l'instrument va ser abandonat, considerant-se que tenia un so massa fort per a ser tocat en una sala de concerts.

### Ús modern

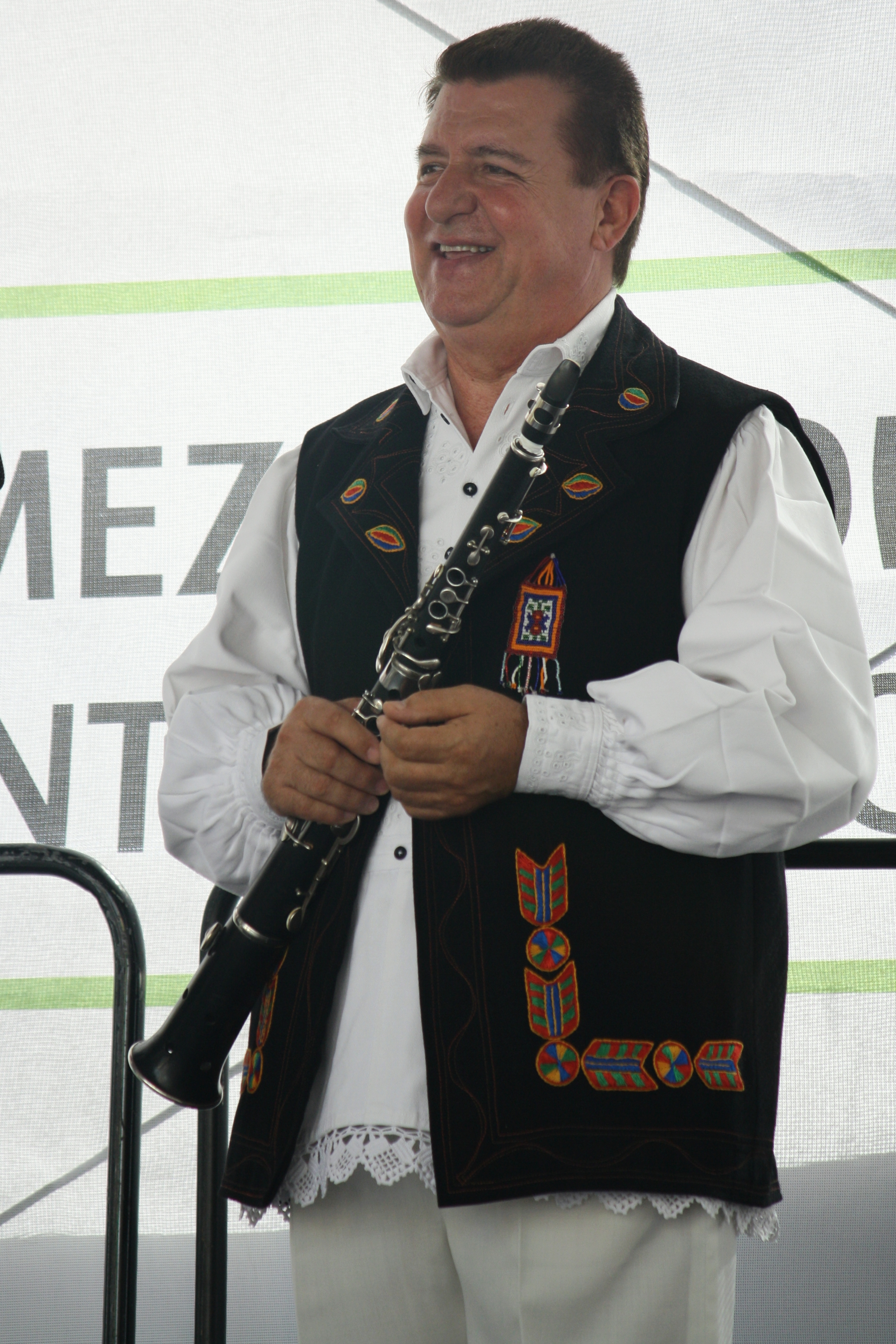
Dumitru Dobrican, músic popular de tárogató de Dăntăuşii din Groşi, Romania.

A la dècada de 1890, Vencel József Schunda, un fabricant d'instruments de Budapest, en va crear una versió moderna. Aquesta novetat utilitza una sola llengüeta, similar a un clarinet o un saxòfon, i té una perforació cònica, semblant al saxòfon. L'instrument és de fusta, normalment de granadillo negre com els clarinets. La mida més comuna és el taragot alt, en B♭, d'uns 74 cm de llargada i té un so fosc semblant a una mescla entre un corn anglès i un saxòfon soprano. Existeixen altres mides: un fabricant, János Stowasser, va anunciar una família de set mides de les quals la més gran era un tragarot contrabaix en E♭. El nou taragot té molt poca semblança amb l'instrument històric i no s'han de confondre els dos instruments. S'ha suggerit que el nom schundaphone hauria estat més precís, però es va emprar taragot per la imatge nacionalista que adquirí l'instrument original.
Aquest instrument era un símbol de l'aristocràcia hongaresa i l'instrument de vent fusta preferit del governador Miklós Horthy.
La fabricació a Hongria va cessar després de la Segona Guerra Mundial, encara que es van continuar fent taragots tant a Romania com a altres països. A la dècada de 1990 diversos fabricants hongaresos van començar a produir l'instrument de nou.
Richard Wagner va incorporar un taragot modern a l'Acte 3 de Tristany und Isolde, on s'ha convertit en tradicional en alguns teatres d'òpera (per exemple, la Royal Opera House de Londres) utilitzar-lo en lloc del corn anglès, fora de l'escenari, per a l'últim passatge (compàs 999-1149) de l'aire del Pastor, però Wagner no ho va especificar, només va suggerir a la partitura "un instrument natural i senzill construït especialment".
A la dècada de 1920, Luţă Ioviţă, que va tocar l'instrument a l'exèrcit durant la Primera Guerra Mundial, el va portar a Banat (Romania), on es va fer molt popular amb el nom de taragot.
L'any 1928 la revista musical britànica Melody Maker va informar que el clarinetista d'Oxford Frank Dyer utilitzava "una taragossa, un instrument hongarès nou que és un encreuament entre un saxòfon i un corn anglès" amb la seva Symphonic Dance Orchestra. No existeix cap instrument com la "taragossa": la resta de la descripció de la revista s'ajusta a la del taragot.
Dumitru Fărcaş, nascut a Maramureş, va donar a conèixer l'instrument a tot el món i va ser considerat el taragotista més conegut.
El saxofonista alemany Peter Brötzmann ha utilitzat el taragot en el free-jazz.
Els músics d'instruments de llengüeta nord-americans Charles Lloyd, Scott Robinson i Michael Marcus han utilitzat ocasionalment el taragot.Joe Lovano també ha mostrat interès per l'instrument que l'inclou àmpliament al seu episodi de SOLOS: The Jazz Sessions, a Mostly Coltrane de Steve Kuhn, i als seus propis àlbums Trio Tapestry i Roma (amb Enrico Rava) (tots dos ECM Records).
El 2015, Irina Ross, una cantant romanesa, va llançar el seu senzill "Taragot" que inclou l'instrument en una cançó dance-pop.